# Герб Просянки
Герб Прося́нки — один з офіційних символів села Просянка, Куп'янський район Харківської області, затверджений рішенням сесії Просянської сільської ради. Герб є промовистим.

## Опис
Щит перетятий зеленим і золотим. На першій частині золота волоть проса. На другий частині смушева шапка з червоним шликом. Герб облямований декоративним картушем і прикрашений сільською короною.
Просо — символ назви села. Бараняча шапка означає вдале і корисне ведення вівчарства у селі.